# ویکل‌فون
ویکل‌فون مفهومی است که به توالی سه واج در یک واژه اشاره دارد و توسط وِین ویکل‌گرن در نظریه تداعی‌گر حساس به بافت ارائه شده است. در این نوع توصیف هر واج به شکل واجگونه و براساس واج پیشین و پسین خود توصیف می‌شود که هر کدام موجب تداعی دیگری می‌شود. برای مثال در نظریه‌های پیشین، چنین فرض می‌شد که واج‌های واژه «درخت» به صورت سریالی و به شکل /d، e، r، a، x، t/ در حافظه ذخیره شده‌اند. همین واژه در این نظریه به این صورت نمایش داده می‌شود: /#de , der ,era , rax , axt , xt#/ (در این بازنمایی علامت # برای نشان دادن مرز واژه به کار می‌رود)